# Sande (Friesland)
 For alternative betydninger, se Sande. (Se også artikler, som begynder med Sande)
Sande er en kommune i Landkreis Friesland i den tyske delstat Niedersachsen. Den ligger ud til havbugten Jadebusen, omtrent 7 km sydvest for Wilhelmshaven, og 12 km sydøst for Jever.

## Nabokommuner
Sande grænser mod nord til byen Schortens, mod nordøst til den kreisfri by Wilhelmshaven, mod syd til kommunen Zetel og mod vest til kommunen Friedeburg.

## Inddeling
Kommunen Sande består af de fem bydele Sande, Neustadtgödens, Cäciliengroden, Mariensiel og Dykhausen.
Området fra den tidligere kommune Gödens: Altgödens, Dykhausen, Gödens og Neustadtgödens gehört har siden kommunalreformen i 1972 hørt under Sande og dermed til Landkreis Friesland (det var tidligere en del af Landkreis Wittmund).
Sande ligger ved jernbanen der forbinder Oldenburg med Wilhelmshaven, men en planlagt forbindelse til fragthavnen JadeWeserPort kommer ikke gennem Sande.
- Sander Sø
- Ems-Jade-Kanal i Sande
- Industriområde i den østlige del af kommunen.